# Піта Мелларк
Піта Мелларк — вигаданий персонаж та один з ключових героїв трилогії Сюзанни Коллінз «Голодні ігри». У серії фільмів Голодні ігри роль Піти виконав Джошуа Хатчерсон.
Піта був обраний трибутом разом з Катніс Евердін на 74-х Голодних іграх. Разом вони порушили одне з найголовніших правил ігор та обидва стали переможцями. Через їх дії люд Панему повстав проти влади Капітолія.

## Поява

### Голодні ігри
Перша поява Піта відбулася на жнивах до 74-х Голодних ігор, коли жіночим трибутом стала Катніс Евердін. До жнив Піт з Катніс бачилися лише раз і це були важкі часи для Катніс. Тоді він перетримав хліб у печі, щоб мати наказала викинути його свиням. Проте Піта віддав його голодуючій Катніс і допоміг вижити. Катніс завжди була вдячна йому за цей вчинок та вважала себе винною йому життям, проте ніколи не намагалася заговорити з Пітом, щоб навіть подякувати.
Протягом ігор Піт дав інтерв'ю на національному телебаченні, що був закоханий в Катніс дуже давно, проте не осмілювався зізнатися їй в цьому. Це обурило Катніс, проте привернуло увагу спонсорів до неї.
Спочатку на арені Піта був в альянсі з «кар'єристами», але це був лише трюк, щоб урятувати Катніс. Проте вона, будучи загнаною у пастку на дереві скинула на ворогів вулик з осами-вбивцями. У процесі її також вжалили, що викликало галюцинації. Але навіть у такому становищі вона помітила, що Піта повернувся, аби урятувати її від Като та змусити бігти. Проте Като побачив це і поранив Піту, через що він замаскувався та повільно помирав через отруєння крові, доки Катніс не знайшла його.
Зміна правил, що дозволяють перемогти двом трибутам з одного округа змусили об'єднатися Піту та Катніс. Вона доглядала за ним та здогадалася, що приводом допомоги спонсорів є їх роман. Через декілька днів старший продюсер анонсував «бенкет», що має на увазі розміщення конче потрібних трибутам речей біля рогу достатку. Піта потребував ліки від отруєння крові і згодом Катніс вирішила піти та здобути їх, попри незгоду Піти з цим. Узявши необхідні ліки, До ранку Піта одужав.
Після вбивства Като, Катніс та Піта залишися останніми учасниками. Проте, оголошення щодо двох переможців анулювали. Це стало прикрою несподіванкою, та вони не могли вбити один одного і Катніс згадала про отруйні ягоди, що помилково зібрав Піта. Вона запропонувала з'їсти їх одночасно. Але старший продюсер зупинив гру, коли Піта та Катніс майже поклали ягоди у рот та оголосив переможців 74-х Голодних ігор.
Після їх останнього інтерв'ю, в якому вони продовжували грати свій несправжній роман, Піта зрозумів, що Катніс насправді просто грає роль шалено закоханої дівчини.

### У вогні
Піта та Катніс відправляються у тур переможців, що проводиться між кожними іграми, де переможці ігор відвідують інші 11 округів. Піта стурбований їхньою грою на публіку та ігноруванням у особистому житті. В цей же час Катніс заплутується у її стосунках з Пітою та Гейлом. Протягом туру Піта намагається подружитися з Катніс, та дізнатися більше один про одного. До початку туру Катніс відвідав Сноу, який був стурбований хвилюваннями в округах. Він розповів Катніс, що у країні не всі повірили у роман та натякнув на наслідки, якщо вона не переконає їх.
Катніс та Піта думають, що стануть менторами для Червоної чверті, яка відбувається кожні 25 років і має на увазі зміну правил у проводженні ігор. Правила третьої Червоної чверті стали фатальними для Піти та Катніс. Трибути до 75-х Голодних ігор обиралися з існуючих переможців, незалежно від віку і статі. У 12 окрузі всього три переможці: Катніс, Піта та Геймітч Абернаті. Геймітч, до речі, переміг на другій Червоній чверті, коли правила були змінені так, що число трибутів подвоїли. Катніс не мала шансу не їхати на ігри, проте змусила заприсягтися Геймітча врятувати Піту, якщо його оберуть на жнивих. Але трибутом у 75-х Голодних іграх чоловічої статі став Геймітч і Піта став добровольцем, голос якого завжди переважає на жнивах. Протягом тренувань Піта намагається подружитися з учасниками, щоб створити у майбутньому альянс. На національному телебаченні він бреше аудиторії про вагітність Катніс, що обурює людей та вони вимагають скасувати ігри. Проте вже пізно і це не допомагає, окрім залучення спонсорів.
Протягом ігор, Піта був доторкнувся до силового поля і його серце зупинилося на декілька секунд, проте Фіней Одейр врятував його. Трибути з 4-го округу, Фіней та Маґ, стали союзниками Піти та Катніс з початку ігор, яких залучив Геймітч. Через час вони також об'єдналися з Біпером, Варистою та Джоанною Мейсон. Зрештою, вони розуміють, що арена є годинником та кожний проміжок часу активізує пастки у визначених часових зонах. Катніс протягом усіх ігор не довіряє їхньому союзу та ділиться ідеєю про втечу або навіть вбивством Фінея та Джоанни з Пітою. Згодом вони вирішуют ще декілька днів побуди в альянсі. Зрештою Біпер має ідею застосувати струм, під'єднаний до дерева в яке б'є блискавка, щоб вбити усіх трибутів на пляжі за допомогою струму. Але реалізація цього плану так і не відбулася. Джоанна напала на Катніс, коли вони розмотували дріт, щоб покласти його на мокрий пісок та поранила Катніс руку. Зрештою, коли до Катніс повернулася свідомість, вона повернулася до дерева, та вже хотіла вбити Фінея, який казав їй, що Джоанна не хотіла вбивати її. Але Катніс у цей момент намотала дріт на стрілу та пустила її у силове поле саме коли блискавка влучила у дерево. Це спричинило відключення енергії арени і центру управління грою. Коли Катніс прокинулася, то дізналася, що Джоанна вирізала їй маячок, який вживляють перед іграми, а вона є символом для повстанців. Проте Піта опинився у полоні Капітолія.

### Переспівниця
Піта, схоплений Капітолієм, був підданий катуванням фізичним та ментальним. Його почуття та згадки до Катніс та інших речей були змінені шляхом отрути ос-убивць. По завершенню катувань, його змусили повірити, що Катніс небезпечна та несе загрозу для його існування. Протягом його полону у Капітолії його також використовували як агітаційну зброю, так само як Катніс у 13-ому окрузі. Проте одного разу Піта попередив командування 13-го округу про наближення ескадронів авіації Капітолія та врятував багато життів. Після цього випуску в ефір він не з'являвся. По закінченню операції, щодо його визволення з полону, як і інших переможців, він накинувся на Катніс та майже задушив її. Після цього випадку вона не могла говорити довгий час та пробула у лазареті близько місяця.
Коли інші переможці були відправлені на фронт для зйомок низки пропагандистський роликів, лікарі 13-го округу намагалися повернути його минулий ментальний стан та працювали над його психічним почуттям. Згодом його виписали з лікарні та президент Койн направила його у загін, де була Катніс, інші переможці, знімальна команда, Гейл та полковник Боґс. Коли Койн направила його до загону разом з Катніс, то бажала її смерті, щоб Катніс не змогла заподіяти шкоди, коли вона стане президентом Панему. Але Піта бореться зі своїм несправжнім минулим, у яке його змусили повірити та грає у гру «правда чи неправда». За допомогою цієї гри він ставив запитання, на які отримував прості відповіді і складав своє справжнє минуле мов пазли. Час від часу у Піти виникають приступи, у яких він намагається вбити Катніс та через це загинув один солдат загону. Коли він отямився, то просив убити його чи залишити, але Катніс, як і усі інші, не зважала на його прохання та змусила залишитися у загоні. Разом вони рухалися до палацу президента Сноу, щоб убити його і зайти у тил фронту. Катніс навіть поцілувала Піту одного разу і це досить вплинуло на стабільність його стану.
Піту залишили у ювелірному магазині однієї з інформаторів повстанців на ім'я Тигріс, коли загін майже дістався до палацу. Катніс разом з Ґейлом пішли самі і саме тоді Катніс побачила смерть своєї сестри, коли вона допомагала пораненим дітям Капітолія та солдат повстанців. Депресія та ментальна нестабільність замкнули її у собі. Згодом вона зустрілася з президентом Сноу, який чекав на страту і він їй розповів, що це не він дав наказ авіації знищити дітей Капітолія, а потім допомагавшим їм медикам з 13-го округу. Катніс спочатку не вірить, але потім все ж згадує слова Сноу, що вони домовлялися не брехати один одному та вбиває на страті президента Койн замість Сноу. Після цього вона чекає трибуналу, замкнута у центрі трибутів, але згодом її відпускають додому, де вона зустрічається з Пітою.
У епілозі Катніс та Піта мають двох дітей. Катніс не хотіла цього, проте Піта наполіг і через 10–15 років життя разом у них все же з'явилися діти. Приступи від катувань у Капітолії іноді проявляються, проте він бореться з ними.

## Характеристика
Піта вперше з'являється у «Голодних іграх» у 16-річному віці та 17-річному у «У вогні» і «Переспівниці». Має сині очі, жовте волосся та доволі міцне тіло. Піта втратив ліву ногу на 74-х Голодних іграх, яку замінили вискокотехнологічним протезом з металу та пластику за допомогою якого він рухався все життя.

Більшість умінь, що він показав на арені були здобуті у пекарні його сім'ї. Розмальовуючи торти, Піта навчився неабияк малювати та це допомогло йому у маскуванні на 74-х іграх. Також він непогано вмів кидати ножі та розпалювати вогнища. Крім цього, він був талановитим актором та завжди умів заворожити людей своєю промовою. Навіть Катніс була впевнена, що саме він потрібен революції та його можливість неабиякого впливання на людей.

## Фільм
13 березня 2011 року Lionsgate почала кастинг на роль Піти Мелларка для фільму Голодні ігри. На роль висувалися два актори: Джошуа Гатчерсон, Олександр Людвіг (який потім зіграв Като), Хантер Парріш, Лукас Тілл та Еван Пітерс. 4 квітня 2011 року Lionsgate анонсувала, що роль Піти зіграє Джошуа Гатчерсон.